# پیر رنوآر
پیر رنوار (فرانسوی: Pierre Renoir‎; ۲۱ مارس ۱۸۸۵ – ۱۱ مارس ۱۹۵۲) هنرپیشه اهل فرانسه بود. وی فرزند نقاش امپرسیونیست پیر آگوست رنوآر و برادر بزرگتر کارگردان پر آوازهٔ فرانسوی ژان رنوآر بود. او به دلیل اولین بازیگری که نقش  کمیسر ژول مگره از ژرژ سیمنون را بازی می کند، شناخته شده است.
از فیلم‌هایی که وی در آن‌ها نقش داشته است، می‌توان به مارسی‌یز اشاره نمود.